# TUYイブニング・ニュース
『TUYイブニング・ニュース』（ティーユーワイ・イブニング・ニュース、ロゴ表示はTUY eVENING NEWS）は、テレビユー山形で2005年3月28日にスタートし、2011年3月25日（週末（土・日）版を含めると2011年3月27日）まで放送された山形県内向けローカル報道番組である。

## 概要
2006年3月31日までは、前番組『TUYニュースの森やまがた』と同様、関東ローカルの特集枠をJNN系列で唯一ネットしていた。平日の18:30頃 - 18:55に放送していたが、2006年4月より放送開始時間を14分繰り上げ、18:16からの放送となった。そのため、関東ローカルの特集コーナー枠は廃枠となった。放送開始時間は同年3月以前に比べ、さらに繰り上がり時間延長となった。
司会者は、2005年11月30日まで前番組に続き同局の鈴木竜弘と、成田純子の両アナウンサーが交代で務めていたが、同年12月1日の地上デジタル放送開始に伴い、月 - 水は鈴木と松田明子（以前この2人は初期『どよまん -DOYOMAN-』を担当していた）、木・金は鈴木と成田という複数司会制となった（ - 3月31日）。同時に、土・日の放送にも進出した（ローカルニュース、天気予報合わせて10分間。それまで土日は『TUYニュース』と『お天気診断』を放送していた）。ただし、結城晃一郎と道広彩香については『情報バラエTVどよまん!』出演と被るため、担当アナウンサーには加えていなかった。2006年4月3日より内容と出演者の一部を一新し、他の道府県のJNN系列と同じローカルニュース枠となった。
2011年3月27日をもって終了し、翌週の3月28日より夕方のローカルニュースは『Nスタやまがた』に改題された。

## キャスター
- メインキャスター：鈴木竜弘（2010年6月28日 - 、同局アナウンサー。メインキャスターに返り咲き）
- サブキャスター：渡部有（わたなべ・なお、同局新人アナウンサー）
- 土曜・日曜の担当は局アナがシフト勤務で担当していた。

### 過去
- 鴨田睦美（天気予報担当。同局報道部記者）
- 窪田裕彦（コメンテイター。同局報道制作部長）
- 甑岳聖海（こしきだけ・しょうかい、コメンテイター。同局報道部デスク）
- 成田純子（フィールドキャスター。元同局アナウンサー）
- 松田明子（メインキャスター→週末版キャスター。同局アナウンサー）
- 佐々木瞳（2010年3月26日まで、同局アナウンサー。2010年6月退社のため）
- 安藤友江（メインキャスター。同局アナウンサー。2010年6月25日まで。週末版を担当）
- 山田恵介（天気予報担当。同局アナウンサー。2010年6月25日まで。週末版と金曜ミニコーナー「山田のおじゃまします」を担当）
- 伊藤博美（週末版を担当）

## タイムテーブル

### 2006年4月3日 - 2008年3月28日
- 18:16 - オープニングタイトル・提供・挨拶・ヘッドライン
- 18:17 - 県内ニュース（1）
- 18:23 - 県内ニュース（2）・イブニングFLASH
- 18:29 - 曜日別コーナー
- 18:37 - イブニングSPORTS（山形県内のスポーツ情報と、ときに全国のスポーツを「イブニング・ファイブ」スポーツコーナーと時差放送）
- 18:41 - きになるメッセージ（伝言板形式のミニコーナー。放送しない日もときにあり）
- 18:44 - イブニングWEATHER→44（よんよん）お天気（天気コーナー）・今夜のオススメ番組
- 18:50 - ニュース振り返り・あすの予定と動き（月 - 木）・週末イベント情報（金）・終盤のコメント・挨拶・提供・エンドタイトル

### 2008年3月31日 - 2009年3月28日
- 18:16 - ヘッドライン・オープニングタイトル・提供・挨拶
- 18:17 - 県内ニュース（1）
- 18:23 - 県内ニュース（2）
- 18:29 - きょうの特集（『イブニング・ファイブ』特集コーナーの時差放送）・県内ニュース（3）
- 18:39 - サンキューお天気!・きになるメッセージ（月 - 木）・eねっ!やまがた「県からのおしらせ」（金）
- 18:44 - イブニングスポーツ（全国スポーツを『イブニング・ファイブ』スポーツコーナーと時差放送するほか、山形県内スポーツ情報も伝える）
- 18:50 - ニュース振り返り・あす（または来週月曜日）のイブニングニュース予定表・終盤のコメント・挨拶・提供・エンドタイトル

### 2009年3月30日 - 9月25日
- 18:05 - ヘッドライン・オープニングタイトル・提供・挨拶
- 18:06 - 県内ニュース（1）
- 18:13 - 県内ニュース（2）・きょうの特集（「総力報道!THE NEWS」6時台特集コーナー・「総力特集!THEソウトク」の時差放送）
- 18:25 - ニコニコ天気・きになるメッセージ（月-木）・eねっ!やまがた「県からのおしらせ」（金）
- 18:32 - イブニングスポーツ（全国スポーツを『総力報道!THE NEWS』6時台・THE NEWSカワラBANG6と時差放送するほか、山形県内スポーツ情報も伝える）・県内ニュース（3）
- 18:39 - お天気情報
- 18:41 - ニュース振り返り・あす（または来週月曜日）のイブニングニュース予定表・終盤のコメント・総力報道!THE NEWS7時台特集予告編・挨拶・提供・エンドタイトル

### 2009年9月28日 - 2010年3月26日
- 17:49 - オープニングタイトル・挨拶・きょうのラインナップ
- 17:50 - 全国ニュース（『イブニングワイド』からネット受け）
- 18:00 - ヘッドライン・提供・改めて挨拶・県内ニュース（1）
- 18:19 - 県内ニュース（2）またはきょうの特集（『イブニングワイド』特集コーナー・「イブワイ好奇心」の時差放送）
- 18:25 - ニコニコ天気・きになるメッセージ（月 - 木）・eねっ!やまがた「県からのおしらせ」（金）
- 18:32 - イブニングスポーツ（全国スポーツを『イブニングワイド』スポーツコーナー・最速!スポーツと時差放送するほか、山形県内スポーツ情報も伝える）・県内ニュース（3）
- 18:37 - 県内ニュース（4）
- 18:38 - ニュース振り返り・あす（または来週月曜日）のイブニングニュース予定表・終盤のコメント・総力報道!THE NEWS特集予告編・挨拶・提供・エンドタイトル
- 18:40 - ステブレなしで『総力報道!THE NEWS』へ接続

### 2010年3月29日 - 6月25日
- 18:15 - ヘッドライン・オープニングタイトル・提供・挨拶・県内ニュース（1）
- 18:19 - 県内ニュース（2）・きょうの特集（『Nスタ』特集コーナー・Nトクの時差放送）
- 18:25 - 県内ニュース（3）
- 18:37 - みんなのお天気!・あの日の一瞬一秒（20年前を振り返るコーナー。YBCの思い出グラフィティが競合コーナー）
- 18:42 - こちら運動部・県内スポーツ・きになるメッセージ
- 18:47 - あす（または来週月曜日）のイブニングニュース予定表・終盤のコメント・このあとの番組予告編・挨拶・提供・エンドタイトル
- 18:49 - ステブレCM

### 2010年6月28日 - 2011年3月25日
- 18:15 - オープニング挨拶・きょうのラインナップ・県内ニュース（1）・オープニングタイトル・提供・県内ニュース（2）
- 18:24 - 県内ニュース（3）・きょうの特集（「Nトク」の時差放送）
- 18:34 - （金曜日のみ）山田のおじゃまします・きになるメッセージ・イブニングお天気
- 18:40 - こちら運動部・県内スポーツ
- 18:45 - あの日の一瞬一秒
- 18:47 - あす（または来週月曜日）のイブニングニュース予定表・終盤のコメント・このあとの番組予告編・挨拶・提供・エンドタイトル
- 18:49 - ステブレCM

## 曜日別コーナー
（ - 2008年3月28日）
- 月曜：「イブニング特集」または「やまがた元気人」（自主制作または「イブニング・ファイブ」6時台特集コーナーの時差放送か元気で時めきのある山形県人を紹介）
- 火曜：イブニングTOPIC（県内で注目の話題を掘り下げて紹介）
- 水曜：ニュースのツボ（共同通信社山形支局長（または支局員）との解説コーナー）
- 木曜：街ズバッ／木曜インタビュー（前者は街頭インタビューによる番組独自調査。後者は松田・成田両キャスターが県で活躍する注目の人物を取材）
- 金曜：イブニング中継／ハイビジョン歳時記（前者は県の施設や注目の場所にお邪魔し、その魅力などを伝える。後者は「テレビ歳時記」のハイビジョン版）

（放送開始から最終回まで）
- 全曜日：きになるメッセージ（伝言板のコーナー。イレギュラー放送のため、オンエアがたまにない場合がある。後続の『Nスタやまがた』でも放送中。先代の番組『TUYニュースの森やまがた』で放送された「やま森メッセージ」の後継コーナー企画でもある。似たようなコーナーとしてNHK山形放送局『YYほっとチャンネル』→『やまモリ!』／『やまがたゆうがた600』〜『NHKニュースやまがた6時』の歴代県内ローカルニュースワイド番組内で放送中の「てれび伝言板」、山形テレビ『YTSテレビ夕刊』内にて放送されていた「テレ夕伝言板（てれゆうでんごんばん）」や現在放送中の『スーパーJチャンネルYTSゴジダス』の金曜5時台のインサートフロート番組「キンゴジ - gojidas friday - 」で放送中の「伝言板（キンゴジ）」といった以上のコーナーも存在する。ちなみに、このコーナーのタイトルの由来の言葉はTUYのキャッチコピー「きになっちゃう。」からである。このコーナー番組の放送上でのタイトルクレジット表記は「きになるメッセージ。」となっている）

## TUY歴代の夕方ニュース
- 『TUYニュース』（1989.9 - 2000.3.31）
- 『TUYニュースの森やまがた』（2000.4.3 - 2005.3.25）
- 『TUYイブニング・ニュース』（2005.3.28 - 2011.3.25）
- 『Nスタやまがた』（2011.3.28 - 現在）